# Cloud Nothings
Cloud Nothings er et amerikansk indie rock-band dannet af singer-songwriter Dylan Baldi.